# Kościół Matki Boskiej Częstochowskiej w Hucie Szklanej
Kościół Matki Boskiej Częstochowskiej w Hucie Szklanej – rzymskokatolicki kościół filialny należący do parafii Najświętszego Serca Pana Jezusa w Krzyżu Wielkopolskim (dekanat Trzcianka, diecezji koszalińsko-kołobrzeskiej, metropolii szczecińsko-kamieńskiej).

## Historia
Jest to świątynia wzniesiona w 1774 roku przez gminę ewangelicką. Powstała wówczas skromna szachulcowa budowla. Nabożeństwa były w niej odprawiane przez pastora z Dębogóry. Na przełomie XIX i XX wieku kościół został odnowiony.
Po 1945 roku świątynia została przejęta przez katolików, natomiast w latach następnych - została zmodernizowana (m.in. w 1963 roku został odnowiony ołtarz, w latach siedemdziesiątych zostało rozebrane trójboczne zamknięcie partii prezbiterialnej, została dobudowana zakrystia, otynkowane zostały ściany, zmieniony został układ okien, we wnętrzu zostały zdemontowane empory oraz została wykonana boazeria). 

## Architektura
Budowla jest drewniana, wybudowana na kamiennej podmurówce, w konstrukcji szkieletowej, z wypełnieniem cegłą. Ściany są obustronnie otynkowane. Nowa przybudówka została zbudowana z cegły i jest otynkowana. Dachy pokryte są ceramiczną dachówką zakładkową. Wnętrze nakrywa strop drewniany podbity listwami boazeryjnymi.

## Wyposażenie
Z dawnego wyposażenia zachowały się drzwi główne drewniane, jednoskrzydłowe, opierzane deskami „w romb”, nabijane ćwiekami, z ozdobnymi zawiasami pasowymi, wykonane w XIX wieku.